# Salomonenspechtpapagei
Der Salomonenspechtpapagei (Micropsitta finschii) ist eine Papageienart aus der Gattung der Spechtpapageien (Micropsitta). Er kommt in fünf Unterarten vor. Trotz des Namens ist die Art in ihrer Verbreitung nicht ausschließlich auf die Salomon-Inseln beschränkt.

## Merkmale
Salomonenspechtpapageien haben eine durchschnittliche Gesamtlänge von 9,5 Zentimetern und ein Gewicht von 12 Gramm.
Das Gefieder ist grün, wobei das Bauchgefieder gelb-grün gefärbt ist. Die Schwanzfedern sind zwischen 3,1 und 2,9 Zentimeter lang und dunkelblau bis schwarz gefärbt, wobei die Unterschwanzdecken gelb sind. Die Flügel sind zwischen 6,4 und 6,27 Zentimeter lang, schwarz und sind grün gesäumt. Ihre mittleren Schwanzfedern sind wie typisch für Spechtpapageien zu verstärkten Hakenfedern umgewandelt, die beim Kopfüber-Klettern Halt verschaffen.
Die kräftigen Füße sind grau und besitzen starke lange Krallen und der Tarsus ist etwa 9,6 Millimeter lang. Der Schnabel weist eine Länge von 7,9 Millimetern auf und die Iris ist rotbraun.
Es besteht ein Sexualdimorphismus, der bei der Nominatform Micropsitta finschii finschii sich beim Männchen durch einen orangen Bauchfleck auszeichnet, sowie eine rosa Wachshaut. Außerdem sind die Federn um den Unterschnabel herum blau gesäumt und der Schnabel ist dunkelbraun mit heller Spitze.
Weibchen besitzen rosa-rot gesäumte Federn um den Unterschnabel und behalten eine graue Wachshaut.
Die Jungtiere unterschieden sich von adulten Tieren durch ihre graue Wachshaut und ihrem hellgrauen Schnabel, gleichen sonst aber den Alttieren.

## Unterarten und ihre Verbreitung

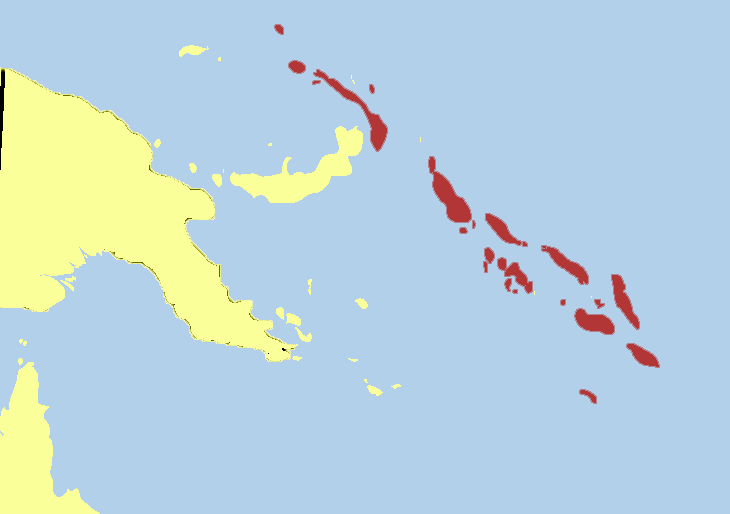
Verbreitung

Es sind fünf Unterarten bekannt. Davon sind vier auf den Salomon-Inseln verbreitet, eine auf dem Bismarck-Archipel (Papua-Neuguinea).
- Micropsitta finschii aolae (Ogilvie-Grant, 1888) ist dunkler grün gefärbt und besitzt einen blauen Fleck am Oberkopf, außerdem besitzen die Männchen keinen rot-orangen Bauchfleck. Diese Unterart ist verbreitet auf Guadalcanal, Malaita und den Russell-Inseln.
- Micropsitta finschii finschii ist die Nominatform. Sie ist verbreitet auf Uki Ni Masi, Makira und Rennell.
- Micropsitta finschii nanina (Tristram, 1891) besitzt einen kleinen blauen Fleck am Kopf. Diese Unterart kommt auf Bougainville, Choiseul und Santa Isabel vor.
- Micropsitta finschii tristrami (Rothschild & Hartert, 1902) fehlt beim Männchen der orange-rote Bauchfleck. Diese Unterart bewohnt im New-Georgia-Archipel die Inseln Vella Lavella, Ghizo, Kolombangara, New Georgia, Tetepare, Rendova und Vangunu. Das Unterartepitheton ehrt den britischen Ornithologen Henry Baker Tristram.
- Micropsitta finschii viridifrons (Rothschild & Hartert, 1899) ist durchschnittlich etwas größer, dunkelgrün gefärbt und hat mehr blau am Kopf. Die Weibchen besitzen einen hellblauen Hinterkopf sowie hellbraune Wangen. Manche Männchen besitzen keinen orange-roten Bauchfleck. Diese Unterart ist als einzige auf dem Bismarck-Archipel heimisch: auf Neuirland, Lavongai und den Lihir-Inseln.

## Verhalten
Salomonenspechtpapageien leben paarweise oder in Kleingruppen auf Bäumen, wo sie auf Insektenfang gehen.
Sie brüten in den Bauten von baumbewohnenden Termiten, diese Anpassung entstand durch den Mangel an geeigneten Bruthöhlen und hat sich innerhalb der Art verbreitet.
Der Gesang wird als gemäßigt laut beschrieben, als Abfolge gleicher Töne mit zwei- bis dreifacher Wiederholung. Dabei sind die Gesänge unterschiedlich von weichen Tönen bis schrillem Quietschen. Außerdem können sie flüsternd klappern.
Der Flug ist gradlinig schnell und mit schnellen Flügelschlägen.

## Lebensraum
Salomonenspechtpapageien sind bis in Höhenlagen von 1000 Metern über den Meeresspiegel zu finden, wobei sie bevorzugt in Höhenlagen zwischen 600 und 750 Metern leben. Sie leben in Wäldern, bevorzugt in solchen mit Epiphytenbewuchs. Kulturland hingegen wird weniger häufig bewohnt.

## Bestand und Gefährdung
Der Gesamtbestand ist nicht erfasst, man geht aber davon aus, dass diese Art nicht gefährdet ist.

## Namensgebung
Die wissenschaftliche Namensgebung des Salomonenspechtpapageis erfolgte nach dem deutschen Forschungsreisenden und Ornithologen Otto Finsch.